# Sleepy Jim
Sleepy Jim è un cortometraggio muto del 1909 diretto da Gilbert M. 'Broncho Billy' Anderson.

## Produzione
Il film fu prodotto dalla Essanay Film Manufacturing Company. Venne girato negli Essanay Studios, al 1333-45 W. Argyle Street di Chicago, città dove la casa di produzione aveva la sua sede principale.

## Distribuzione
Uscì nelle sale cinematografiche USA l'8 settembre 1909. Nelle proiezioni, veniva programmato con il sistema dello split reel, accorpato in un'unica bobina con un altro cortometraggio prodotto dall'Essanay, il dramma Justified.